# Mundelein
Mundelein é uma vila localizada no estado americano de Illinois, no Condado de Lake.

## Demografia
Segundo o censo americano de 2000, a sua população era de 30.935 habitantes.
Em 2006, foi estimada uma população de 33.063, um aumento de 2128 (6.9%).

## Geografia
De acordo com o United States Census Bureau tem uma área de
23,1 km², dos quais 22,3 km² cobertos por terra e 0,8 km² cobertos por água.

## Localidades na vizinhança
O diagrama seguinte representa as localidades num raio de 8 km ao redor de Mundelein.